# Деволюционна война
Деволюционната война се води между Франция и Испания през 1667 – 1668 г. и завършва с победа на Франция. Тя е първата война на Луи XIV след смъртта на кардинал Мазарини и пръв опит за подялба на испанското наследство.

## Причини
Като предлог Франция използва т.нар. „деволюционно право“, действащо в някои области на Испанска Нидерландия (оттам и името на войната). Условия за война се създават след смъртта на испанския крал Фелипе IV, когато испанският престол се заема от малолетния Карлос II. Той е син на Фелипе от втория му брак, а дъщерята от първия брак Мария Тереза е съпруга на Луи XIV. Френският крал открива, че в старите правни актове на нидерландските области Брабант и Ено, тогава под испанска власт, е в сила „деволюционният закон“, според който владетелят се наследява с предимство от децата си от първия брак, независимо от пола. Вярно е, че преди сватбата си Мария-Тереза се е отрекла от правата си върху всички испански владения, но тъй като Испания не изплаща предвидената зестра, Луи счита нейния отказ за невалиден и използвайки този закон, предявява претенции към Брабант и Ено.
Доколко това е само повод и доколко реален мотив за нападение е спорно. Несъмнено Франция има и чисто политически мотиви да нападне Испания, която е значително отслабена и многобройните ѝ династични владения по френските граници остават незащитени. Според Пиренейския договор от 1659 г. две от тях – Артоа и Русийон – вече са попаднали във френски ръце, така че процесът на разпадане на испанската империя вече е започнал. Като най-силен владетел, Луи се стреми да се възползва от изгодната ситуация.

## Военни действия
Френската атака започва на 10 май 1667 г. в Нидерландия. Една неголяма, но все пак силна армия от 35 000 души, командвана от краля и маршал дьо Тюрен започва да обсажда нидерландските крепости. На 2 юни испанците изоставят Шарлероа. На 26 юни след шестдневна обсада пада Турне. Следват завоевания без съпротива от страна на испанците – Дуе на 2 юли и Куртре на 18 юли. През август френските усилия се съсредоточават срещу голямата крепост Лил, превзета на 17 същия месец след обсада, която продължава по-малко от едно денонощие.
Обяснението за тези успехи, които изненадват и френския щаб, е в пълната неподготвеност на испанците за съпротива (няма нито едно полево сражение) поради хаоса, който цари в самата Испания с малолетен крал и без силен регент. След Лил французите превземат Ат, с което си откриват пътя към Брюксел, но не го обсаждат, а успяват да превземат също Сен-Омер и Ер. Така за една кампания те превземат осем крепости и поставят под свой контрол 20% от Испанска Нидерландия.
През януари 1668 г., окуражен от успехите си, Луи изпраща Тюрен да окупира областта Франш-Конте (част от Бургундия) със столица Безансон. Там испанците не оказват никаква съпротива, а френскоговорещото местно население посреща френските армии със симпатии. При това положение се очертава пълна френска победа.

## Тройният съюз и мирът в Аахен
Агресията на Франция предизвиква много страхове у близките европейски държави. В началото Луи XIV не осъзнава този факт по простата причина, че няма агресивни намерения към друг, освен Испания. Испания е традиционен френски противник, а в борбата против нейната хегемония Франция е била в съюз с Англия, Нидерландските съединени провинции (Холандия), Швеция и Савоя. Ето защо Луи по инерция продължава да смята, че тези държави гледат със симпатия на войната му против Испания. Той е напълно изненадан и възмутен, когато в началото на 1668 г. Англия, Холандия и Швеция сключват против него военен съюз (Троен съюз), който трябва да го принуди да прекрати настъплението. От друга страна Тройният съюз възнамерява да убеди и Испания да се откаже от някои владения, за да удовлетвори Франция, т.е. той е еднакво враждебен и към двете воюващи държави. В основата му стои английският посланик в Хага Уилям Темпъл, но Луи приема, че е дело на холандците, с които има съюзен договор и които са пряко заплашени от френското настъпление в Нидерландия. По-късно, обзет от желание да отмъсти за това предателство, той напада Холандия и поставя началото на Холандската война. На този етап обаче Луи не се решава да приеме предизвикателството и да започне голяма и дълга война, за каквато не се е подготвял. Той склонява да прекрати военните действия и дори да върне на Испания Франш-Конте, ако задържи всички превзети нидерландски крепости. На 2 май 1668 г. тези условия са оформени в договора от Аахен (Екс-ла-Шапел), с който войната приключва. Придобивките на Франция са около 4500 кв. км.